# John Crace
Sir John Crace, britanski admiral, * 6. februar 1887, † 11. maj 1968.

## Življenjepis
Crace je bil poveljnik eskadre avstralskih križark v bitki v Koralnem morju.